# Денніс Хаугер
Денніс Хаугер (норв. Dennis Hauger; нар. 17 березня 2003) — норвезький автогонщик, пілот Формули-2, виступає за команду MP Motorsport. Член молодіжної команди Ред Булл і чемпіон Формули-3.

## Кар'єра

### Формула-3

#### 2020
У жовтні 2019 року Хаугер взяв участь у другому і третьому днях післясезонних тестів у Валенсії з Hitech Grand Prix. У січні 2020 року Ред Булл підтвердив, що Хаугер буде змагатися з британською командою наступного сезону разом з Ліамом Ловсоном і Максом Февтреллом. Перші очки у Формулі-3 Хаугер заробив під час етапу на Хунгароринзі, де він фінішував восьмим у першій гонці. Завдяки тодішнім правилам Формули-3, у наступній гонці він стартував з поул-позиції. Протягом більшої частини гонки він йшов попереду, але втратив позиції, коли траса почала висихати, тим самим посівши третє місце й здобувши перший подіум у Формулі-3 У наступних гонках Хаугер не брав участі, тож у чемпіонаті пілотів він посів 17-те місце.

#### 2021
У грудні 2020 Prema Racing підтвердила, що Хаугер виступатиме за них в сезоні 2021 року, разом з Оллі Колдвеллом і Артуром Леклером. Свою першу поул-позицію у гоночній серії норвежець здобув під час вікенду у Барселоні. Протягом другої гонки Хаугер боровся за лідерство з Маттео Нанніні, однак обидва пілоти зіткнулися, а переднє крило Денніса зламалося. У третій гонці норвежець здобув першу перемогу у Формулі-3.
Денніс Хаугер став чемпіоном Формули-3 у першій гонці етапу в Сочі. Стартуючи четвертим, він зміг завершити гонку на другому місці, тим самим ставши чемпіоном.

### Формула-2
У 2022 норвежець перейшов до Формули-2, де продовжив виступати за Prema Racing. Здобув перемоги під час спринту у Монте-Карло і гонки у Баку.
У сезоні 2023 виступатиме за команду MP Motorsport.

### Формула-1
У вересні 2017 Хаугер став членом молодіжної команди Ред Булл.

## Статистика
| Приклад                  | Опис                                                              |
| ------------------------ | ----------------------------------------------------------------- |
| 1                        | Переможець                                                        |
| 2                        | Друге місце                                                       |
| 3                        | Третє місце                                                       |
| 5                        | Фінішував у очковій зоні                                          |
| 12                       | Фінішував поза очковою зоною                                      |
| НКЛ                      | Фінішував, але не класифікований                                  |
| Схід                     | Не фінішував і не класифікований                                  |
| НКВ                      | Не кваліфікований                                                 |
| НПКВ                     | Не передкваліфікований                                            |
| ДСК                      | Дискваліфікований                                                 |
| тест                     | Тестер по п'ятницях                                               |
| НС                       | Брав участь у Гран-прі як бойовий пілот, але не стартував у гонці |
| Т                        | Травмований чи хворий                                             |
| Викл                     | Виключений із протоколу                                           |
| Від                      | Відмова від участі                                                |
| НТР                      | Не брав участі в тренуваннях                                      |
| НПР                      | Не прибув на Гран-прі                                             |
| С                        | Гонка скасована                                                   |
|                          | Не брав участі                                                    |
| Жирний шрифт             | Поул-позиція                                                      |
| Курсив                   | Найшвидше коло                                                    |
| Числоу верхньому індексі | Позиція в спринті, що передбачає нарахування очок                 |

| Сезон | Гоночна серія                        | Команда                      | Гонки | Перемоги | Подіуми | Ш/кола | Подіуми | Очки | Місце |
| ----- | ------------------------------------ | ---------------------------- | ----- | -------- | ------- | ------ | ------- | ---- | ----- |
| 2018  | Британська Формула-4                 | TRS Arden Junior Racing Team | 30    | 4        | 4       | 4      | 10      | 329  | 4     |
| 2019  | ADAC Формула-4                       | Van Amersfoort Racing        | 20    | 6        | 5       | 8      | 10      | 251  | 2     |
| 2019  | Італійська Формула-4                 | Van Amersfoort Racing        | 21    | 12       | 7       | 9      | 16      | 369  | 1     |
| 2019  | Відкритий чемпіонат Євроформули      | Motorpark                    | 2     | 0        | 0       | 0      | 0       | 18   | 19    |
| 2020  | Формула-3                            | Hitech Grand Prix            | 18    | 0        | 0       | 0      | 1       | 14   | 17    |
| 2020  | Регіональна Європейська Формула      | Van Amersfoort Racing        | 8     | 1        | 2       | 1      | 6       | 134  | 7     |
| 2020  | Скандинавський кубок Porsche Carrera | Mtech Competition            | 5     | 0        | 1       | 0      | 4       | 0    | НКЛ†  |
| 2021  | Формула-3                            | Prema Racing                 | 20    | 4        | 3       | 4      | 9       | 205  | 1     |
| 2022  | Формула-2                            | Prema Racing                 | 28    | 2        | 0       | 3      | 4       | 115  | 10    |
| 2022  | Скандинавський кубок Porsche Carrera | Porsche Experience Racing    | 5     | 0        | 0       | 1      | 1       | 61   | 12    |

### Статистика у Формулі-3
| Сезон | Команда           | 1         | 2         | 3         | 4         | 5       | 6       | 7         | 8         | 9           | 10        | 11       | 12       | 13       | 14       | 15       | 16       | 17       | 18       | 19      | 20      | 21       | Місце | Очки |
| ----- | ----------------- | --------- | --------- | --------- | --------- | ------- | ------- | --------- | --------- | ----------- | --------- | -------- | -------- | -------- | -------- | -------- | -------- | -------- | -------- | ------- | ------- | -------- | ----- | ---- |
| 2020  | Hitech Grand Prix | РБР1 1 15 | РБР1 2 12 | РБР2 1 18 | РБР2 2 12 | ХУН 1 8 | ХУН 2 3 | СІЛ1 1 16 | СІЛ1 2 17 | СІЛ2 1 Схід | СІЛ2 2 20 | КАТ 1 18 | КАТ 2 26 | СПА 1 15 | СПА 2 19 | МНЦ 1 12 | МНЦ 2 15 | МУД 1 14 | МУД 2 12 |         |         |          | 17    | 14   |
| 2021  | Prema Racing      | КАТ 1 8   | КАТ 2 25  | КАТ 3 1   | ЛЕК 1 9   | ЛЕК 2   | ЛЕК 3 2 | РБР 1     | РБР 2 3   | РБР 3 2     | ХУН 1 5   | ХУН 2 5  | ХУН 3 1  | СПА 1 14 | СПА 2 9  | СПА 3 8  | ЗАН 1 7  | ЗАН 2 27 | ЗАН 3 1  | СОЧ 1 2 | СОЧ 2 О | СОЧ 3 24 | 1     | 164  |

### Статистика у Формулі-2
| Сезон | Команда      | 1         | 2          | 3          | 4         | 5         | 6            | 7          | 8            | 9         | 10        | 11           | 12        | 13         | 14           | 15        | 16        | 17         | 18         | 19           | 20         | 21         | 22         | 23        | 24        | 25        | 26        | 27        | 28        | Місце | Очки |
| ----- | ------------ | --------- | ---------- | ---------- | --------- | --------- | ------------ | ---------- | ------------ | --------- | --------- | ------------ | --------- | ---------- | ------------ | --------- | --------- | ---------- | ---------- | ------------ | ---------- | ---------- | ---------- | --------- | --------- | --------- | --------- | --------- | --------- | ----- | ---- |
| 2022  | Prema Racing | БАХ СПР 9 | БАХ ГОН 19 | ДЖИ СПР 16 | ДЖИ ГОН 6 | ІМО СПР 3 | ІМО ГОН Схід | БАР СПР 12 | БАР ГОН Схід | МОН СПР 1 | МОН ГОН 7 | БАК СПР Схід | БАК ГОН 1 | СІЛ СПР 15 | СІЛ ГОН Схід | РБР СПР 9 | РБР ГОН 4 | ПОЛ СПР 12 | ПОЛ ГОН 16 | ХУН СПР Схід | ХУН ГОН 19 | СПА СПР 10 | СПА ГОН 12 | ЗАН СПР 3 | ЗАН ГОН 4 | МНЦ СПР 9 | МНЦ ГОН 4 | ЯСМ СПР 4 | ЯСМ ГОН 4 | 10    | 115  |